# Mùi đu đủ xanh
Mùi đu đủ xanh (tiếng Pháp: L'Odeur de la papaye verte; tiếng Anh: The Scent of Green Papaya) là phim điện ảnh nói tiếng Việt năm 1993, được sản xuất tại Pháp của đạo diễn nổi tiếng người Pháp gốc Việt Trần Anh Hùng, có sự tham gia của Trần Nữ Yên Khê, Lư Mẫn San và Trương Thị Lộc.
Bộ phim đã đoạt giải camera vàng tại Liên hoan phim Cannes 1993, một giải César cho phim đầu tay hay nhất và được đề cử cho giải Oscar cho phim ngoại ngữ hay nhất tại lễ trao giải Oscar lần thứ 66, giúp nó trở thành bộ phim nói tiếng Việt đầu tiên và duy nhất cho đến nay từng nhận được đề cử Oscar.
Mùi đu đủ xanh là bộ phim đầu tay của Trần Anh Hùng và có sự tham gia của vợ anh, nữ diễn viên Trần Nữ Yên Khê. Phim cũng là sự hợp tác đầu tiên của vị đạo diễn họ Trần với nhà soạn nhạc người Việt Tôn Thất Tiết, người sau này cũng viết nhạc cho hai bộ phim khác của Trần Anh Hùng là Xích lô và Mùa hè chiều thẳng đứng. Mặc dù đặt bối cảnh ở Việt Nam mà cụ thể là ở Sài Gòn thập niên 1950, nhưng Mùi đu đủ xanh lại được quay trong phòng âm tầng tại Boulogne, Pháp.

## Nội dung
Bộ phim nói về Mùi, một cô bé ôn hòa và luôn tò mò về thế giới xung quanh. Cô đi ở cho một gia đình gốc Bắc buôn vải ở Sài Gòn khoảng những năm 1950. Trong gia đình này, người vợ là trụ cột chính, gánh vác công việc, còn ông chồng chỉ biết chơi bời và bà mẹ chồng. Ông bà chủ có ba con trai, một người trưởng thành, tên là Trung. Hai con trai còn lại, một đang tuổi vị thành niên ít quan tâm tới Mùi. Đứa thứ hai khoảng tuổi Mùi thường xuyên trêu chọc cô. Khi người chồng bỏ đi lần thứ tư và cuối cùng, ông lấy đi toàn bộ số tiền có trong nhà. Ông trở về trong bệnh tật và qua đời không lâu sau đó.
Mười năm sau, gia đình Mùi giúp việc rơi vào hoàn cảnh khó khăn. Bà chủ muốn Mùi trở thành người giúp việc cho bạn của con trai cả, dù từ lâu bà đã coi Mùi là một trong những đứa con của mình. Thế rồi Mùi trở thành người giúp việc cho một nghệ sĩ dương cầm tên Khuyến. Khuyến vốn đã đính ước, nhưng anh lại thích chơi dương cầm hơn là dành thời gian cho vị hôn thê của mình. Một đêm, khi hôn thê của Khuyến nói luôn mồm, tiếng piano của anh ngày càng trở nên dữ dội khi anh lờ cô ta đi. Lúc đó cô ta bỏ đi và hé nhìn qua cửa sổ. Khi Mùi bước vào phòng, âm nhạc của Khuyến lại trở nên hài hòa hơn bao giờ hết. Chính vì vậy sau đêm đó, anh đã đến phòng của Mùi và bày tỏ tình cảm với cô. Khi hôn thê của Khuyến biết được việc này, lễ đính ước lập tức bị hủy bỏ. Khuyến bắt đầu dạy Mùi cách đọc và viết cũng như cách cư xử để trở thành một quý bà. Phim kết thúc với cảnh Mùi đang đọc thơ cho chồng mình, đứa con chưa ra đời và người chủ nhà ban đầu.

## Diễn viên
| - Trần Nữ Yên Khê: Mùi năm 20 tuổi - Lư Mẫn San: Mùi năm 10 tuổi - Trương Thị Lộc: người mẹ - Ánh Hoa: bà Ty - Vương Hoa Hội: Khuyến - Trần Ngọc Trung: người cha - Vantha Talisman: Thu - Keo Souvannavong: Trung - Nguyễn Vân Oanh: ông Thuận - Gerard Neth: Tin - Đỗ Nhật: Lãm - Võ Thị Hải: bà nội | - Nguyễn Thị Thanh Trà: Mai - Bùi Lâm Huy: bác sĩ - Nguyễn Xuân Thu: người bán đồ cổ - Phan Xuân Lợi: nhạc công - Phan Xuân Dung: nhạc công - Lê Văn Chung: nhạc công - Phương Thọ: thợ cắt tóc - Châu Long: khách hàng - Trương Thị Vân Khánh: khách hàng - Hồng Hạnh Luguern: khách hàng - Phan Bá Hùng: người bán hàng nước |

## Sản xuất

### Kịch bản
Mùi đu đủ xanh do Trần Anh Hùng đạo diễn kiêm biên kịch. Sau khi theo học tại trường đại học điện ảnh danh tiếng École Lumière, anh bắt đầu cho ra tác phẩm phim ngắn đầu tay, một câu chuyện ma thanh nhã mang tên Người chinh phụ Nam Xương (tiếng Pháp: La Femme Mariée de Nam Xuong), và sau đó là bộ phim ngắn thứ hai có tên Hòn vọng phu. Mùi đu đủ xanh là bộ phim dài đầu tay đầu tiên mà anh từng thực hiện. Ý tưởng kịch bản phim của anh bắt nguồn từ chính hình tượng quả đu đủ:
| “                                      | Hình tượng quả đu đủ xanh nói lên, theo lối ẩn dụ, chủ đề chính là thân phận của người đàn bà Việt Nam, một quan hệ truyền thống giữa đàn bà và đàn ông, quan hệ phục dịch. Một sự phục dịch chấp nhận bằng một sức mạnh tâm linh phi thường mà người ta có thể bắt gặp ở các bà mẹ Việt Nam. Một chế độ không thể chấp nhận, nếu xét một cách duy vật. | ” |
| — Trần Anh Hùng, nói về Mùi đu đủ xanh | |   |

### Quay phim
Tuy bối cảnh là thành phố Sài Gòn thập niên 1950, nhưng Mùi đu đủ xanh được quay tại Paris, trường quay Bry - số 2 đại lộ Europe, Bry-sur-Marne, Val-de-Marne. Thực hiện Mùi đu đủ xanh trên đất Pháp, khó khăn chính đối với Trần Anh Hùng không ở chỗ tạo dựng lại được cảnh trí Việt Nam tại phim trường. Ngay trong trường hợp bộ phim được quay ở Việt Nam, như dự định ban đầu, những đòi hỏi về thiết kế cảnh trí cũng vẫn vậy, do yêu cầu di chuyển của máy camera. Điều cốt lõi, theo Trần Anh Hùng, là có nắm bắt được hay không "tâm hồn Việt Nam", nghĩa là, đối với khán giả Tây phương, "một quan niệm khác về quan hệ giữa người với người". Ngôn ngữ trong bộ phim, do đó, chỉ có thể là tiếng Việt. Nữ diễn viên Trần Nữ Yên Khê, người thủ vai Mùi lúc lớn, vốn là một người Pháp gốc Việt nên phát âm tiếng Việt chưa chuẩn. Cô là vợ của Trần Anh Hùng và tiếp tục tham gia diễn xuất trong hai bộ phim sau của đạo diễn này là Xích lô và Mùa hè chiều thẳng đứng. Về mặt kinh tế và kỹ thuật, đây là một sản phẩm 100% của nền điện ảnh Pháp: vốn đầu tư và tài trợ (18 triệu FF), nhà sản xuất, ê-kíp kỹ thuật, tất cả đều là của Pháp., tuy nhiên toàn bộ dàn diễn viên, đạo diễn, ngôn ngữ đều thuần Việt.

## Nhạc phim
Nhạc phim ra mắt ngày 28 tháng 1 năm 1994 thông qua hãng thu âm Milan East, BMG Distribution và DDD. Ngoại trừ "Ánh trăng" (Debussy) và Khúc dạo đầu số 23, 24 (Chopin), toàn bộ các bản nhạc được sáng tác bởi nhà soạn nhạc Tôn Thất Tiết. Ca khúc "Improvisation (Extrait)" được thể hiện bởi con trai ông, Tôn Thất An.

Theo Discogs
| STT | Nhan đề                            | Thời lượng |
| --- | ---------------------------------- | ---------- |
| 1.  | "Estampe 1"                        | 1:58       |
| 2.  | "Giang tấu A1"                     | 0:35       |
| 3.  | "Giang tấu B"                      | 0:53       |
| 4.  | "Estampe 2"                        | 0:33       |
| 5.  | "Estampe 3"                        | 0:32       |
| 6.  | "Estampe 4, 5"                     | 0:48       |
| 7.  | "Estampe 6, 7"                     | 1:38       |
| 8.  | "Interlude A2"                     | 0:31       |
| 9.  | "Estampe 8"                        | 2:37       |
| 10. | "Estampe 2 bis"                    | 0:27       |
| 11. | "Estampe 9, 10"                    | 2:29       |
| 12. | "Estampe 11"                       | 0:46       |
| 13. | "Estampe 2" (Reprise)              | 0:35       |
| 14. | "Estampe 12"                       | 0:41       |
| 15. | "Estampe 13"                       | 0:53       |
| 16. | "Estampe 14"                       | 4:00       |
| 17. | "Improvisation" (Extrait)          | 0:15       |
| 18. | "La Recherche"                     | 1:37       |
| 19. | "Cổ điệu" (Pièce ancienne)         | 2:14       |
| 20. | "Cảm thông" (Communion)            | 2:07       |
| 21. | "Ánh trăng" (Suite de Bergamasque) | 6:15       |
| 22. | "Khúc dạo đầu số 23"               | 1:07       |
| 23. | "Khúc dạo đầu số 24"               | 2:27       |
| 24. | "Giang tấu A1" (2nd Version)       | 0:33       |
| 25. | "Estampe 1" (2nd Version)          | 1:57       |
| 26. | "Giang tấu B2"                     | 0:58       |

## Đón nhận

### Đánh giá chuyên môn
Ngay sau khi ra công chiếu trước đông đảo công chúng, Mùi đu đủ xanh đã nhận được nhiều phản hồi tích cực từ giới phê bình điện ảnh. Thống kê từ trang web phê bình điện ảnh Rotten Tomatoes cho thấy Mùi đu đủ xanh đạt số điểm cao tới 82%. Nhà phê bình Hal Hinson từ nhật báo The Washington Post ca ngợi, "Trong 'Mùi đu đủ xanh', sự tế nhị và khúc bi thương của nhà làm phim người Việt Nam Trần Anh Hùng là dành cho đất nước khai sinh đã mất của anh, thời gian được đếm không phải trong phút hay giờ mà là trong những tiêu chuẩn con người - nhịp tim và những lời khẩn cầu bị bóp nghẹt." Giống như Hal, Janet Maslin của tờ The New York Times cũng dành những lời khen ngợi cho bộ phim, "'Mùi đu đủ xanh' là một bộ phim đẹp thanh bình của Trần Anh Hùng về đất nước Việt Nam đã mất, một nơi có trật tự yên bình khi chưa bị chiến tranh tàn phá... 'Mùi đu đủ xanh' đánh dấu màn ra mắt hoa mỹ, cái nhìn say đắm cho đạo diễn Hùng; phim của anh thường rất yên lặng đầy tính liên tưởng rằng nó chỉ cần lời đối thoại là vừa đủ." Nhà phê bình Roger Ebert từng đoạt giải Pulitzer chấm phim 5/5 sao, gọi đây là "một bộ phim đầy sự điềm tĩnh và chan chứa ngọt ngào, xem nó giống như đang nghe nhạc êm dịu vậy...; Đây là một bộ phim điềm tĩnh, nội tâm, trầm lặng - không có tình tiết chèo lái nhưng tập trung vào sự phát triển của cô gái trẻ."

### Giải thưởng
Với đông đảo đánh giá tích cực từ giới phê bình, Mùi đu đủ xanh đã có nhiều đề cử và giải thưởng quốc tế đáng chú ý. Năm 1993, phim nhận đề cử giải Ếch vàng tại Liên hoan phim Camerimage, đồng thời đoạt giải Camera vàng và phim Pháp hay nhất và đề cử giải Cành Cọ Vàng tại Liên hoan phim Cannes 1993. Trong năm tiếp theo phim còn thắng giải Sutherland Trophy do Viện phim Anh trao tặng, ngoài ra còn đoạt Giải César cho phim đầu tay hay nhất dành cho Trần Anh Hùng và nhận đề cử giải Oscar danh giá ở hạng mục phim ngoại ngữ hay nhất, qua đó trở thành bộ phim nói tiếng Việt đầu tiên nhận đề cử Oscar.
Năm 2015, Mùi đu đủ xanh lọt vào danh sách "100 bộ phim châu Á hay nhất mọi thời đại" tại Liên hoan phim Quốc tế Busan và đứng ở vị trí thứ 66.